# Evgenios Aranitsis
Evgenios Aranitsis  (en griego: Ευγένιος Αρανίτσης. Corfú, 5 de octubre de 1955) es poeta, novelista y ensayista griego. En 1986 publicó, en colaboración con Odysséas Elýtis, el álbum La habitación de las pinturas (Tο δωμάτιο με τις εικόνες). En 1999 la colección A quién pertenece Corfú (Σε ποιον ανήκει η Κέρκυρα) obtuvo en Grecia el Premio Nacional de Literatura de ensayo. Es columnista del periódico Eleftherotypía desde 1978. Desde comienzos de los años 90 trabaja en una extensa obra poética de estructura compleja titulada Morfología (Μορφολογία), fragmentos de la cual han aparecido en revistas literarias. En 2007, la revista Pórfyras le dedicó un número monográfico a su obra. El mismo año, la editorial Flammarion publicó la traducción francesa de su novela Detalles sobre el fin del mundo (Λεπτομέρειες για το τέλος του κόσμου). Desde julio de 2014 mantiene una columna semanal en el sitio web paradoxa.gr.

## Obra
- La habitación de las pinturas, (Το δωμάτιο με τις εικόνες, 1986)
- África (Αφρική, 1988)
- Poemas y Actos (Ποιήματα & Πράξεις, 1990)
- Detalles sobre el fin del mundo (Λεπτομέρειες για το τέλος του κόσμου, 1993)
- Historias que gustaron a varias personas que conozco (Ιστορίες που άρεσαν σε μερικούς ανθρώπους που ξέρω, 1995)
- Física (Φυσική, 1995)
- El mar (Η θάλασσα, 1998)
- A quién pertenece Corfú (Σε ποιον ανήκει η Κέρκυρα, 1999)
- Orphan Drugs (1999)
- Elytis para niños y enamorados (Ο Ελύτης για παιδιά και ερωτευμένους, 2000)
- Verano en el disco duro (Καλοκαίρι στον σκληρό δίσκο, 2002)
- Late Antiquity, (Ποίηση, τχ 22, 2003)
- La alumna que se convirtió en almendra (Η μαθήτρια που έγινε αμύγδαλο, Tόπος 2007)

- Datos: Q12877340